# Споразумение „Разрушители срещу бази“
Споразумението „Разрушители срещу бази“ (на английски: Destroyers-for-bases deal) е споразумение между Съединените щати и Великобритания, сключено на 2 септември 1940 година.
То предвижда предаването от Съединените щати на Великобритания на 50 разрушителя в замяна на правото на изграждане на военноморски и военновъздушни бази в редица британски владения – Нюфаундленд, Бахамските острови, Ямайка, Сейнт Лусия, Тринидад и Тобаго, Антигуа, Гвиана и Бермудските острови. Намираща се в тежко положение в началото на Втората световна война, Великобритания е принудена да приеме неизгодните условия на споразумението, докато американският президент Франклин Делано Рузвелт го прокарва в противоречие със Законите за неутралитета, предизвиквайки критиките на антивоенните среди. В същото време то поставя началото на засилващото се американско-британско сътрудничество в годините на войната.